# Лайон
Лайон (італ. Laion) — муніципалітет в Італії, у регіоні Трентіно-Альто-Адідже,  провінція Больцано.
Лайон розташований на відстані близько 530 км на північ від Рима, 70 км на північний схід від Тренто, 20 км на північний схід від Больцано.
Населення — 2655 осіб (2014).

## Демографія
Населення за роками:

Станом на 1 січня 2023 року в муніципалітеті офіційно проживало 188 іноземців з 31 країни, серед них 50 громадян країн Євросоюзу та 13 громадян України.

## Сусідні муніципалітети
- Барб'яно
- Кастельротто
- Кьюза
- Фунес
- Ортізеї
- Понте-Гардена
- Вілландро